# Aborto en Guatemala
El aborto en Guatemala es ilegal, excepto cuando sea necesario para salvar la vida de la mujer.  El aborto era ilegal sin excepción antes de 1973. El Decreto del Congreso 17-73 modificó el código penal para permitir el aborto en casos en que la vida de la mujer embarazada esté en peligro. El procedimiento debe ser realizado por un médico y aprobado por un segundo médico.
El artículo 3 del Capítulo I del Título II de la Constitución de Guatemala otorga el derecho a la vida desde el momento de la concepción . Este artículo señala que el Estado "garantiza y protege la vida humana desde su concepción, así como la integridad y seguridad de la persona".

## Historia y contexto general
Los artículos 133 a 140 de la Constitución de Guatemala detallan las penas de prisión para mujeres y médicos que busquen o proporcionen servicios de aborto. La duración de las sentencias varía según el contexto del aborto. Algunos factores que inciden en la sentencia son: si los involucrados tenían conocimiento del embarazo, si hubo consentimiento de la mujer y si la violencia contribuyó al aborto.  Hay un aumento en la severidad del castigo por abortos no consentidos y abortos por agresión. Sin embargo, el aborto es estrictamente ilegal en casos de preservación de la salud física, salud mental, violación, incesto, malformación fetal, razones económicas o sociales o por solicitud. El aborto sólo está permitido en Guatemala para salvar la vida de la mujer, siempre que se hayan intentado todos los demás medios para salvarla.  El gobierno ha intentado reducir las tasas de mortalidad de madres y bebés por abortos inducidos abogando por el uso de anticonceptivos como medida preventiva de un embarazo no deseado. El método anticonceptivo más comúnmente utilizado es la esterilización, que representó el 60% de todo el uso de anticonceptivos en Guatemala en 1995.  En 1995, el uso de anticonceptivos entre las mujeres casadas en Guatemala entre 15 y 44 años era del 27% y aumentó al 43% en 2002.  Sin embargo, la necesidad insatisfecha de anticonceptivos entre las mujeres de este rango de edad aumentó del 19% al 28% entre 1987 y 2002,  lo que demuestra que los servicios de salud reproductiva en Guatemala son insuficientes para ayudar a toda la población.

## Debate político actual
Desde 1973, el gobierno guatemalteco ha expresado preocupación por el número de abortos inducidos. Esto ha llevado a una discusión sobre el número de clínicas de salud que tratan a mujeres que sufren complicaciones por un aborto inducido. En Guatemala existen ciento ochenta y tres clínicas de salud que tratan los efectos de un aborto inducido. Se concentran principalmente en las regiones suroeste y metropolitana del país, donde las tasas de aborto son las más altas. Sin embargo, la población en estas zonas es tan densa que hay menos clínicas de salud por mujer que en otras zonas del país. La mayoría de las áreas de Guatemala tienen de doce a trece clínicas de salud por cada cien mil mujeres, pero en las regiones Suroeste y Metropolitana hay sólo siete establecimientos por cada cien mil mujeres. En algunas regiones, la proporción es tan baja como cuatro clínicas por cada cien mil mujeres. 
El 15 de marzo de 2022, el Congreso decidió no seguir adelante con una ley que habría aumentado las penas por el aborto (además de prohibir el matrimonio entre personas del mismo sexo y restringir la expresión sobre temas sexuales en las escuelas). El presidente Alejandro Giammattei había dicho que lo vetará. 

## Papel de la religión
Revisar la ley de aborto y el acceso a clínicas de salud y anticonceptivos en Guatemala puede ser difícil, dada la prominencia del catolicismo en el país. En las escuelas, hay poca o ninguna enseñanza sobre educación sexual integral debido a la influencia de la Iglesia Católica .  En 2009, se estimaba que entre el 65% y el 70% de la población guatemalteca era católica.  Además, la Iglesia católica es muy activa políticamente. Participan en el Foro Guatemala, establecido en agosto de 2001, que permite a organizaciones e instituciones discutir temas de importancia nacional.   Proporciona un espacio para que los grupos religiosos expresen opiniones sobre el aborto que influyen en las elecciones y actividades de los políticos responsables de dar forma a la ley guatemalteca sobre el aborto. Dado que la postura de la Iglesia Católica es conservadora sobre el aborto, Guatemala tiene leyes estrictas sobre el aborto.

## Situación jurídica actual y castigo.
La ley se divide en ocho artículos diferentes, numerados del 133 al 140. El primer artículo establece la definición legal de aborto en Guatemala como "la muerte del producto de la concepción en cualquier momento del embarazo", mientras que el resto aborda las penas de prisión asociadas al aborto.
El artículo 134 señala que "la mujer que causare su aborto o consiente que otra persona lo cause, será reprimida con prisión de uno a tres años. Si es conducida por causas íntimamente ligadas a su estado que le produzcan indudable alteración psíquica, la pena será de prisión". de seis meses a dos años".
El artículo 135 se refiere al papel del consentimiento en un aborto. Si la mujer consiente en el aborto la pena de prisión para la mujer y la persona que prestó el servicio es de uno a tres años. Si el aborto se practica intencionalmente sin el consentimiento de la mujer, la pena de prisión se amplía de tres a seis años. Este artículo también aborda la naturaleza del aborto, señalando que si "se ha empleado violencia, amenaza o engaño, la pena será de prisión de cuatro a ocho años".
El artículo 136 aborda la pena para la persona que incurrió en el aborto si la mujer muere. Si ella dio su consentimiento y luego murió, la pena es de tres a ocho años, pero si no dio su consentimiento, la pena de prisión es de cuatro a doce años.
El artículo 137 establece que el aborto con el consentimiento de la mujer y con el apoyo de otro médico no es punible si la muerte del feto no fue intencional y fue únicamente el resultado del intento de salvar la vida de la madre, dado que todos los demás Se utilizaron medios para salvarla.
El artículo 138 aborda el aborto no deseado. Si se produce violencia y se produce un aborto involuntariamente siendo evidente que la víctima está embarazada, la pena de prisión para el responsable de la violencia es de uno a tres años. Si la mujer sufre lesiones que son más que un simple aborto, la duración de la prisión se incrementa en un tercio.
El artículo 139 se refiere al aborto por negligencia, que se castiga con prisión de uno a tres años si la mujer sabía que estaba embarazada.
El artículo 140 aborda la agravación específica relacionada con el aborto y establece que "El médico que, abusando de su profesión, provoque el aborto o coopere en él, será reprimido con las penas previstas en el artículo 135, con multa de quinientas a tres mil quetzales, con inhabilitación para el ejercicio de su profesión de dos a cinco años". 

## Efectos de la ilegalización

### Abortos inducidos y tasas de aborto
En Guatemala se realizan alrededor de 65.000 abortos inducidos cada año, de los cuales alrededor de 21.600 requieren hospitalización por complicaciones.  La tasa de abortos en Guatemala es de aproximadamente 24 por cada 1.000 mujeres de entre 15 y 49 años. La tasa de aborto es ligeramente mayor en la región suroeste de Guatemala, que está menos desarrollada y se compone de una población mayoritariamente indígena, y en las regiones metropolitanas que tienen una alta concentración de población. En estas zonas del país, los abortos ocurren a una tasa de alrededor de 29 a 30 por cada 1.000 mujeres en el mismo rango de edad. A nivel nacional, la tasa de embarazos no deseados es de alrededor de 66 por cada 1.000 mujeres, lo que significa que aproximadamente la mitad de todos los embarazos no deseados resultan en que una mujer intenta un aborto inducido 

### Controversia
El 24 de febrero de 2017 atracó en el puerto de Puerto Quetzal una embarcación, dirigida por un grupo llamado Mujeres sobre las Olas, para proporcionar pastillas abortivas en aguas internacionales. El barco, aunque afirmó que tenía permiso para atracar en Guatemala, fue obligado a zarpar por el ejército guatemalteco bajo órdenes del presidente Jimmy Morales y se impidió a las mujeres subir a bordo.  El gobierno guatemalteco justificó sus acciones afirmando que estaban defendiendo "la vida humana y las leyes del país".